# Una familia de tantas
Una familia de tantas es una película de drama mexicana de 1948 escrita y dirigida por Alejandro Galindo y protagonizada por Fernando Soler, David Silva, Martha Roth, Isabel del Puerto, Alma Delia Fuentes, Eugenia Galindo y Felipe de Alba.

## Sinopsis
La historia de una familia de la clase media de la Ciudad de México, conformada por cinco hijos, que es sacudida desde sus bases por la aparición de un vendedor de electrodomésticos que pone en entredicho la concordia familiar. Uno de los hijos se casa por deber, mientras que su hermana Estela (Isabel del Puerto) escapa de la casa y Maru (Martha Roth), la más joven, se une en matrimonio con el vendedor sin el consentimiento paterno. La vitalidad narrativa, la naturalidad de los diálogos y el buen desempeño actoral son parte de un agudo melodrama que confronta dos modalidades de clase media: la actitud represiva del padre y la progresista e innovadora agilidad del vendedor para introducirse en esa familia y terminar desposando a Maru.

## Contexto histórico
La segunda mitad de la década de los cuarenta representó, por los menos para los sectores más favorecidos de la sociedad mexicana, la época en que ese país ingresó a la modernidad, caracterizada por un estilo de vida fuertemente influido por costumbres y hábitos de consumo importados de los Estados Unidos.[cita requerida]
El fenómeno no era nada nuevo. Medio siglo antes, al inicio del siglo XX, México dirigía su mirada hacia Francia, país en el que muchos compatriotas -incluido el presidente de entonces, Porfirio Díaz Mori- encontraron la inspiración necesaria para intentar convertir a México en una nación moderna y pujante.[cita requerida]
Lo diferente radicaba en el énfasis, además de la cercanía geográfica. Mientras que el mexicano afrancesado de principios de siglo lograba combinar sus valores tradicionales -heredados de la mezcla cultural hispano-mexicana- con el refinado vanguardismo francés, la modernidad de la posguerra rompía tajantemente con las tradiciones más enraizadas de la cultura mexicana. La modernidad francesa era católica, latina y elegante. La modernidad americana era protestante, sajona y vulgar.[cita requerida]
Lo cierto es que México cambiaba más rápidamente que su gente. La población de la capital llegaba al millón de habitantes, y la nación ya no era gobernada por militares. La alianza con los Estados Unidos durante la Segunda Guerra Mundial había enriquecido al país y el acelerado crecimiento producía la primera generación de millonarios mexicanos desde los años del porfiriato. La clase media crecía y los aparatos electrodomésticos comenzaban a invadir los hogares mexicanos, prometiendo a las sufridas amas de casa una liberación nunca antes soñada. Aparatos como por ejemplo la heladera (refrigerador) o la aspiradora eran una novedad que no estaban tan fácilmente al alcance de los bolsillos.[cita requerida]
Una familia de tantas es considerada uno de los mejores retratos fílmicos de esta etapa de cambios sociales en México, al igual que José Emilio Pacheco describe en su novela Las batallas en el desierto.[cita requerida] Como en la novela, los personajes de la cinta de Alejandro Galindo se ven enfrentados a una ruptura del orden tradicional en el núcleo familiar, lo cual desencadena un choque de voluntades irreconciliables. Sin embargo, mientras que en "Las batallas en el desierto" la ruptura es un evento pasajero, en la cinta de Galindo la transgresión es definitiva. La aspiradora que trata de vender el personaje interpretado por David Silva borra, literalmente, el polvo vestusto que parece acompañar siempre a Fernando Soler.[cita requerida]
Melodrama sin concesiones, Una familia de tantas es una de las pocas cintas de la Época de Oro del cine mexicano que se mantienen vigentes : en el siglo XXI todavía hay en México muchas Marus enfrentadas a la intolerancia de otros tantos Rodrigos Cataño, empeñados en añorar tiempos "menos modernos" que los que vivimos. 

## Reparto

### Actores (créditos)
- Fernando Soler - don Rodrigo Cataño
- David Silva - Roberto del Hierro (un vendedor de electrodomésticos, el enamorado de Maru)
- Martha Roth - Maru Cataño
- Carlos Riquelme - Ricardo Cataño
- Eugenia Galindo - doña Gracia Cataño
- Enriqueta Reza - Guadalupe (sirvienta)
- Manuel de la Vega - El Cartucho
- Felipe de Alba - Héctor Cataño
- Nora Veryán - Hilda (novia de Héctor)
- Isabel del Puerto - Estela Cataño
- Alma Delia Fuentes - Lupita Cataño

### Actores (extras)
- Maruja Grifell - Madre de Roberto
- Jorge Martínez de Hoyos - El presentador
- Conchita Gentil Arcos - Jovita Espinoza de los Ríos (Congregación de la Sábana Santa)
- María Gentil Arcos - Invitada a fiesta #1
- Victoria Sastre

## Premios

### Ariel[2]
| Año  | Categoría                  |
| ---- | -------------------------- |
| 1950 | Mejor Película             |
| 1950 | Mejor Dirección            |
| 1950 | Mejor Adaptación           |
| 1950 | Mejor Escenografía         |
| 1950 | Mejor Coactuación Femenina |